# مناطق بروسيا

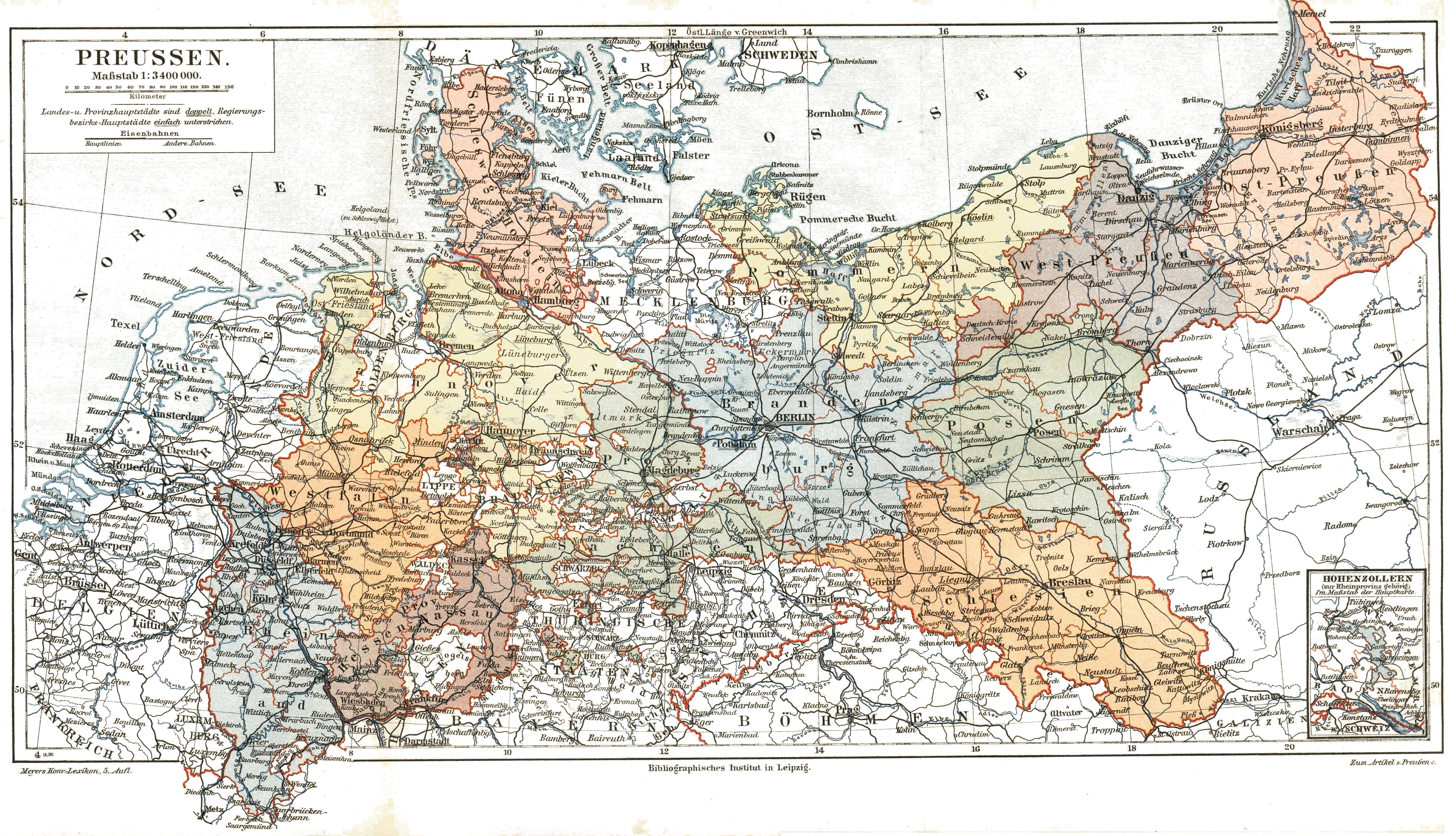
المقاطعات البروسية حوالي عام 1900

المناطق البروسية ،  كانت وحدات إدارية في مملكة بروسيا السابقة، وهي جزء من الإمبراطورية الألمانية من عام 1871 إلى عام 1918، والدولة التي خلفتها، وهي ولاية بروسيا الحرة، على غرار مقاطعة أو شاير. تم تأسيسها في سياق الإصلاحات البروسية من عام 1815 إلى عام 1818 على مستوى متوسط، بين المقاطعات العليا والمناطق الحكومية، والحكومات البلدية الأدنى. كانت جزءًا من بنية الإدارة العامة الحديثة والفعالة للغاية ، فقد كانت بمثابة نموذج للمقاطعات الحالية في ألمانيا. 
في أعقاب الحرب العالمية الأولى، ضمت بلجيكا مقاطعات إوبين ومالميدي (بلجيكا) في عام 1925، مما تسبب في وجود أقلية ناطقة بالألمانية. 

## الإدارة
بعد حروب نابليون ومؤتمر فيينا عام 1815، تم إعادة ترتيب الأراضي البروسية في عشر مقاطعات، ثلاث منها - شرق بروسيا، وبروسيا الغربية ودوقية بوزن الكبرى - إلى جانب حدود الاتحاد الألماني. تم تقسيم المقاطعات داخليًا إلى ما يصل إلى ستة ريجيغيرج سبزيرك وإلى مناطق أخرى على المستوى المحلي، برئاسة مدير لاندرات. عادة ما أخذت المقاطعات اسم عاصمتها كريسشتات، مقر المكتب الإداري (لاندراتسمت). كان للمنطقة النموذجية قطر تقريبي من 20 إلى 40 ميل (32 إلى 64 كـم)، من أجل ضمان أنه يمكن الوصول حتى إلى أبعد القرى عن طريق النقل في غضون يوم واحد، على الرغم من قلة كانت في شكل دائري. في بعض المناطق، تم تقسيم المناطق الأكبر إلى منطقتين أصغر أو تم تغيير حجمها مع المناطق المجاورة. 
احتفظت المدن الكبرى عادة بإدارة ذاتية وفقًا لقانون المدن الألماني التقليدي وشكلت مناطق حضرية معفاة (ستادكريز) مماثلة للمدن المستقلة. غالبًا ما كانت هذه المدن بمثابة المقر الإداري المسؤول عن البلدات والقرى الأصغر المدمجة في المناطق الريفية المحيطة ، والتي كانت سمية فيما بعد لاندكريس لغرض التمايز (على سبيل المثال شتاتكريس ولاندكريس كونيغسبرغ). زاد عدد المناطق الحضرية في سياق الثورة الصناعية والتوسع الحضري التالي منذ عام 1830. 